# Suore clarisse della Santissima Annunziata
Le Suore Clarisse della Santissima Annunziata sono state un istituto religioso femminile di diritto pontificio.

## Storia
La congregazione fu fondata da Maria Leonarda Ranixe, già clarissa nel monastero di Santa Chiara di Porto Maurizio: il 4 aprile 1851 la Ranixe e alcune consorelle ottennero dalla Santa Sede il permesso di trasferirsi nel vicino convento della Santissima Annunziata e di aprirvi una scuola, come richiesto dalle autorità municipali; le religiose divennero terziarie di Santa Chiara di voti semplici e con clausura vescovile.
Nel 1864 il governo chiuse la scuola e le suore si trasferirono a Diano Castello; la prima filiale fu aperta solo nel 1922 a Diano Marina, dove fu poi trasferita la casa generalizia.
L'istituto, aggregato all'ordine dei frati minori dal 21 settembre 1934, ricevette il pontificio decreto di lode il 25 marzo 1953.
Il 1º novembre 2020, dopo alcuni anni di sperimentazione, la Congregazione per gli istituti di vita consacrata ha decretato la fusione dell'istituto con quello delle Suore Vittime Espiatrici di Gesù Sacramentato, fondato da Maria Cristina Brando.

## Attività e diffusione
Le suore si dedicavano all'istruzione della gioventù, specialmente di quella povera.
La sede generalizia era a Diano Marina.
Alla fine del 2015 l'istituto contava 8 religiose in 2 case.